# کوسه بلعنده کوچک
کوسه بلعنده کوچک (نام علمی: Squalus uyato) نام یک گونه از شاخه طنابداران است.